# Ilja Srubar
Ilja Srubar (* 6. August 1946 in Teplice-Šanov, Tschechoslowakei; eigentlich Ilja Šrubař) ist ein tschechischer Soziologe, der von 1993 bis zu seiner Pensionierung 2009 als Professor und Lehrstuhlinhaber für Soziologie an der Universität Erlangen-Nürnberg lehrte.

## Leben
Srubar studierte an der Universität Prag und der Universität Frankfurt Philosophie, Soziologie und Geschichte. Er promovierte 1974 in Frankfurt am Main. Von 1974 bis 1993 war er als Wissenschaftlicher Mitarbeiter, später als Wissenschaftlicher Assistent, an der Universität Konstanz tätig. Dort habilitierte er sich 1987 für das Fach Soziologie. Nach Gastprofessuren an der Universität Prag (1991) und an der Humboldt-Universität zu Berlin (1992) ist er von 1993 bis 2009 Professor für Soziologie an der Universität Erlangen-Nürnberg.
Srubars Arbeitsschwerpunkte sind Soziologische Theorie, Kultursoziologie, Wissenssoziologie sowie Soziologiegeschichte und Soziologie Osteuropas.

## Schriften (Auswahl)
- (Hrsg.): Alfred Schütz: Theorie der Lebensformen. Suhrkamp, Frankfurt am Main 1981, ISBN 978-3-518-07950-8.
- (Hrsg.): Exil, Wissenschaft, Identität, Die Emigration deutscher Sozialwissenschaftler 1933-1945. Frankfurt am Main: Verlag=Suhrkamp 1988, ISBN 978-3-518-28302-8.
- Kosmion. Die Genese der pragmatischen Lebenswelttheorie von Alfred Schütz und ihr anthropologischer Hintergrund. Suhrkamp, Frankfurt am Main 1988, ISBN 978-3-518-57891-9.
- Eliten, politische Kultur und Privatisierung in Ostdeutschland, Tschechien und Mittelosteuropa. UVK, Konstanz 1998, ISBN 978-3-89669-888-9.
- (Hrsg.): Alfred Schütz-Werkausgabe. (seit 2003) UVK, Konstanz
- mit Joachim Renn, Ulrich Wenzel (Hrsg.): Kulturen vergleichen. Sozial- und kulturwissenschaftliche Grundlagen und Kontroversen. VS Verlag für Sozialwissenschaften, Wiesbaden 2005, ISBN 978-3-531-14333-0.
- Phänomenologie und soziologische Theorie. Aufsätze zur pragmatischen Lebenswelttheorie. VS Verlag für Sozialwissenschaften, Wiesbaden 2007, ISBN 978-3-531-14487-0
- Kultur und Semantik. VS Verlag für Sozialwissenschaften, Wiesbaden 2009, ISBN 978-3-531-16917-0.